# 릭 데커드
릭 데커드(영어: Rick Deckard)는 영화 블레이드 러너 시리즈의 등장인물이며 주인공이다. 배우는 해리슨 포드가 연기했다.